# Premio Robot
Il Premio Robot è un concorso letterario annuale di genere fantastico (fantascienza, fantasy, horror o soprannaturale) assegnato ad un racconto italiano inedito. È bandito dalla rivista specializzata Robot e dalla casa editrice Delos Books.
La partecipazione al concorso è aperta sia agli scrittori professionali che agli esordienti ed è attualmente riservata agli abbonati a Robot o agli iscritti all'associazione culturale Delos Books (formula Plus).

## Elenco delle edizioni
Le due prime edizioni furono bandite già all'epoca della storica edizione originale di Robot, pubblicata dal 1976 al 1979. Nel 2003, a seguito della rifondazione della rivista, è stato ripristinato il premio.

### Edizione originale
- 1ª edizione - 1976: Morena Medri, In morte di Aina
- 2ª edizione - 1977: Mauro Gaffo, Nel fondo dell'oceano

### Edizione rinnovata
- 1ª edizione - 2004: Antonio Piras, L'enigma del coniglio

Altri finalisti:
- Pietro Fratta, Do The Evolution
- Fabio Lastrucci, La disciplina dell'occhio
- Maurizio Nati, Sunny Afternoon
- Michele Piccolino, La dura legge dello spazio
- Claudio Tanari, Tras una cortina de años

- 2ª edizione - 2005: Giovanni De Matteo, Viaggio ai confini della notte

Altri finalisti:
- Lavinia Petti, L'uomo di latta
- Fabio Calabrese, Avatar

- 3ª edizione - 2008: Giorgio Burello, Copia d'artista[3]

Altri finalisti
- Marco Crescimbeni, Testimoni di Geova
- Clelia Farris, L'eroe dei mille mondi
- Samuele Nava, Siamo nati per morire
- Valentino Peyrano, L'imperativo categorico della legge morale
- Alberto Priora, Le città apparenti

- 4ª edizione - 2009: Luigi Rinaldi, Hidden[5]

Altri finalisti:
- Marialuisa Amodio, Vestiti Usati a Treptow Markt
- Sergio Cicconi, Alice, davanti allo specchio
- Giorgio Glaviano, Clandestino
- Michele Miglionico, Figlio di un Dio minore

- 5ª edizione - 2011:[7] Valentino Peyrano, Il lungo viaggio

Altri finalisti:
- Andrea Viscusi, Sinfonia per theremin e merli
- Marco Migliori, Mai dimenticherò quel viaggio nella città abbandonata
- Clelia Farris, Mondo nuovo sempre vecchio
- Cosimo Vitiello, Universo 12

- 6ª edizione - 2012: Dario Tonani, Schiuma rossa[8]

Altri finalisti:
- Valeria Barbera, Il labirinto delle realtà
- Alessandro Forlani, Advanced Dungeons & Rome
- Enrico Lotti, 780 giorni
- Marco Migliori, Travaso di felicità
- Valentino Peyrano, Il Castello e il Viandante

- 7ª edizione - 2013: Roberto Bommarito, Vivi[10]

Altri finalisti:
- Marco Bertoli, Buchi
- Fabio Giannelli, Red Reflex
- Roberto Guarnieri, Il cammino degli dei
- Diego Lama, Estrazione
- Marco Migliori, La nostra Maria Susanna
- Luca Prati, La tenerezza lontana delle stelle

- 8ª edizione - 2014: Stefano Paparozzi, Rendez-vous[11]

Altri finalisti:
- Linda De Santi, Lost by Univers
- Valentino Peyrano, La casa dei piccioni
- Raffaele Notaro, Almamater
- Marco Migliori, Dama bianca dama nera
- Luca Prati, Quello che i bambini non sanno
- Roberto Vaccari, Lo stagno
- Veronica Baeli, Thomas

- 9ª edizione - 2015: Emanuela Valentini, Diesel Arcadia[13]

Altri finalisti:
- Luigi Calisi, Le piantagioni
- Lorenzo Crescentini, I corridori
- Samuele Nava, Ultima persona singolare
- Manuel Piredda, Scafandro
- Ilaria Tuti, Il portatore di Dio
- Graziano Versace, Magical Mystery Tower

- 10ª edizione - 2016: Piero Schiavo Campo, La rotta verso il margine del tempo[15]

Altri finalisti:
- Marco Cardone, #F_ight Glory
- Lorenzo Crescentini, La cosa che non è sua madre
- Elena di Fazio, Silverado
- Antonio Pagliara, Bembollito
- Danilo Pigozzi, In nomine Domini

- 11ª edizione - 2017: Lukha B. Kremo, Invertito[17]

Altri finalisti:
- Fabio Aloisio, Testa di pecora
- Luigi Calisi, La traversata al contrario
- Davide De Boni, Io aggiusto
- Simonetta Olivo, Un giorno perfetto
- Emanuela Valentini, Il liocorno Jupiter

- 12ª edizione - 2018: Linda De Santi, Cornucopia[19]

Altri finalisti:
- Simonetta Olivo, Tertium
- Valentino Peyrano, Il coro delle memorie
- Giovanna Repetto, Vuoti a perdere
- Franco Ricciardiello, Canto oscuro
- Ernesto Setti, Fine del turno
- Andrea Viscusi, Locuste

- 13ª edizione - 2019: Alain Voudì, Il prezzo del sangue[21]

Altri finalisti:
- Giulia Abbate, La vita segreta dei cicloni
- Alex Briatico, Il rifugio
- Nicola Catellani, Le notti degli Into
- Guido del Giudice, L'ultima caccia
- Massimiliano Tosti, Polvere di stelle

- 14ª edizione - 2020: Davide Camparsi, Ricordare il futuro[23]

Altri finalisti:
- Nicola Catellani, Gatto vivo, gatto morto
- Michela Lazzaroni, Luce nera
- Alessandro Napolitano & Fabio Aloisio, Il paradiso è per pochi
- Samuele Nava, Hey, Globy!
- Ilaria Pasqua, Quei 5 minuti di sconosciuto paradiso

- 15ª edizione - 2021: Lukha B. Kremo, Incommunicado. Una storia Chthulupunk[25]

Altri finalisti:
- Nicola Catellani, Tutto calmo, tutto lucente
- Daniele Dafichi, Welcome to Sarajevo
- Lorenzo Davia, Della mia eredità un’abominazione
- Emiliano Maramonte, Il cubo di Kubrick
- Alessandro Massasso, Quando condividevamo tutto
- Lorenzo Peca, La Voce
- Axa Lydia Vallotto e Veronica De Simone, Stella virtuale